# Renzo Costa
Renzo Costa es una marca de cuero y chocolatería peruana. Fue fundada en 1973 y actualmente la firma se desempeña en el rubro de la moda de lujo a cargo de la familia Bustamante.

## Historia

### Inicios
Renzo Costa fue fundada el 4 de octubre de 1973 por Marina Aurora Bustamante Mejico (Barrios Altos, 18 de febrero de 1951). Su interés del cuero inició a partir de la casa de su abuelo. Como autodidacta, intentó a los 17 años crear un negocio; pero, por presión de sus padres, estudió la carrera de psicología en la Universidad de San Marcos.
En sus primeros años adoptó el nombre comercial a partir del nacimiento del primer hijo, y se desempeñó como gerente comercial con una tienda alquilada del Jirón de la Unión y adoptó su estilo basado en Gianni Conti. Sin embargo, tras la época del terrorismo ocurrido en el país, se mudó temporalmente a Chile y dejó a su trabajador más joven, José Cabanilla, para operar en territorio peruano. En 1980 se aperturó una nueva tienda. En 1997 entró en una crisis comercial debido a la temporada de El Niño, a pesar de la propuesta de vender la marca a la Sociedad Nacional de Industrias la empresaria se negó. Para ese año aperturó su sucursal en la Jockey Plaza Shopping Center.

### Expansión
Para 2015 se planificó estructurar un sistema de franquicias para Colombia, Ecuador y Brasil. En ese fecha la marca alcanzó la meta de 50 tiendas a nivel nacional (34 en Lima, 16 en otros departamentos) y 4 en la ciudad chilena de Santiago. Además, operaron 500 personas, de los cuales el 12% tienen sordera debido a que realizan campañas de responsabilidad social, es último fue motivo de la obtención del Premio a la Empresa Miraflorina Inclusiva entre 2011 y 2013 por la municipalidad distrital, y el reconocimiento del Conadis en 2013. Para 2016 la empresa facturó 87 millones de soles.
En 2018 el actual director Renzo Costa anunció que se expandirá la marca al rubro de los chocolates de alta gama. Para el año siguiente la empresa se especializó en insumos de quinua y aguaymanto. Para ese entonces Renzo Costa asume como director artístico para su propia marca y cambió su modelo de negocio al conseguir materiales de cuero de otros países, mientras que José Cabanillas asumió como director comercial.
En 2020, la empresa chilena Costa demandó a la empresa de la familia Bustamante por supuesta infracción. Indecopi lo declaró infundado.

## Reconocimiento
En 2020 Marina Bustamante recibió el reconocimiento de la mejor empresaria del año. En ese año se realizó su campaña de responsabilidad social de la marca con las artistas nacionales Wendy Sulca, Susan Prieto y Javiera Aramillas. En 2021 se estrenó la tienda 63 en el Aeropuerto Internacional Jorge Chávez.